# Andrewsianthus aberrans
Andrewsianthus aberrans là một loài rêu tản trong họ Jungermanniaceae. Loài này được (Nees & Mont.) Grolle miêu tả khoa học lần đầu tiên năm 1963.